# Harry Kopietz

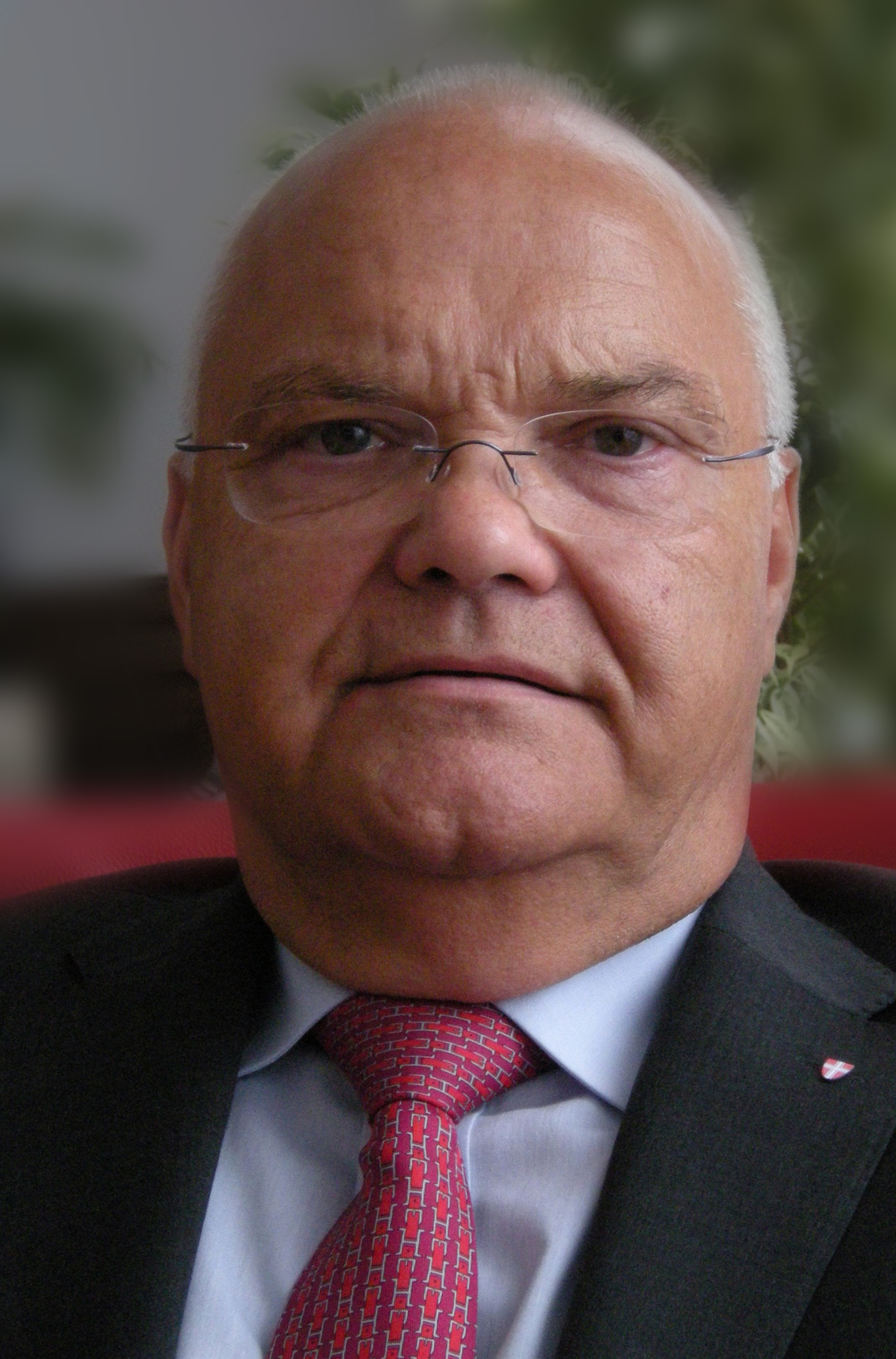
Harry Kopietz, 2010.

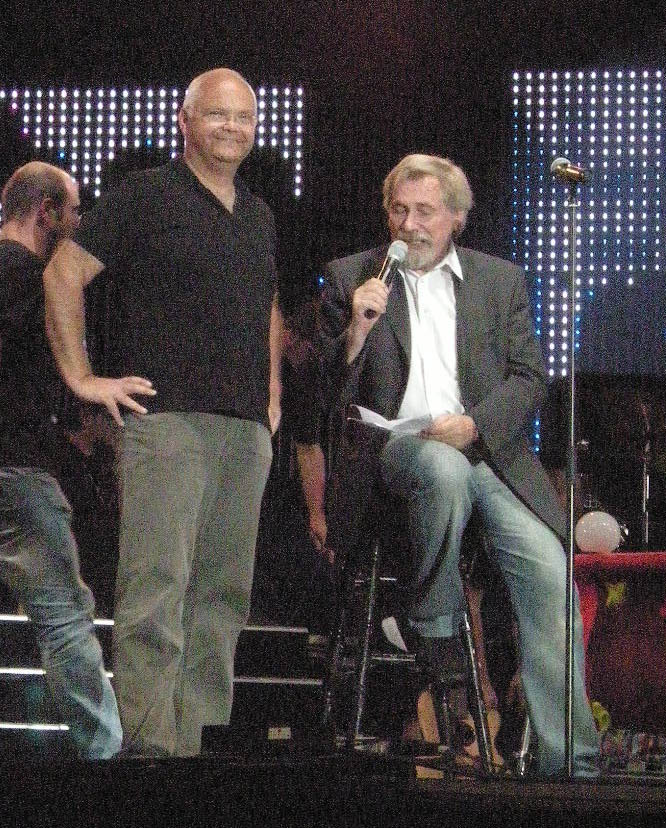
Kopietz beim 25. Donauinselfest, 2008, vorgestellt von Peter Rapp (rechts).

Harry Kopietz (* 12. Dezember 1948 in Wien) ist ein österreichischer Politiker (SPÖ). Er ist seit 1994 Abgeordneter zum Wiener Landtag und Mitglied des Wiener Gemeinderats und war von 2008 bis Mai 2018 Präsident des Wiener Landtages.

## Ausbildung und Beruf
Harry Kopietz absolvierte nach seiner Schulausbildung zwischen 1963 und 1967 eine Lehre als Allgemeinmechaniker bei den Österreichischen Bundesbahnen (ÖBB). Danach arbeitete er als Facharbeiter bei den ÖBB, wobei er 1969 seinen Präsenzdienst ableistete. Kopietz war von 1970 bis 2009 Angehöriger der Berufsfeuerwehr Wien und leitete 1974 bis 1979 das Floridsdorfer Jugendzentrum der Stadt Wien. 1979 bis 1983 war er Organisationsleiter des Wiener Volksbildungswerkes. Seit 1983 arbeitete Kopietz als Kulturreferent der Wiener SPÖ-Bildung, seit 1994 als Leitender Sekretär und seit 1996 als Landesparteisekretär der SPÖ Wien. 2002 wurde ihm der Berufstitel Professor verliehen.

## Politik
Harry Kopietz trat bereits 1960 den Roten Falken bei, arbeitete ab 1963 in der Sozialistischen Jugend (SJ) und der Österreichischen Gewerkschaftsjugend (ÖGJ) mit und war 1965 bis 1969 Wiener Obmann der Eisenbahner-Gewerkschaftsjugend. In der Folge engagierte sich Kopietz auch in der Floridsdorfer Bezirkspolitik, war zwischen 1977 und 1982 Bezirksobmann der SJ und ÖGJ Floridsdorf, 1970 bis 1978 Stellvertretender Sektionsleiter der SPÖ Strebersdorf und 1979 bis 1994 Vorsitzender der SPÖ Stammersdorf. Des Weiteren ist Kopietz seit 1978 Bezirksbildungsvorsitzender der SPÖ Floridsdorf und seit 1997 Mitglied des Bundesparteivorstandes der SPÖ.
Harry Kopietz vertrat die SPÖ zwischen 1978 und 1994 als Bezirksrat in der Bezirksvertretung Floridsdorf. 1994 wechselte er in den Wiener Landtag und Gemeinderat. Er ist in der 18. Gesetzgebungsperiode Mitglied im Ausschuss „Finanzen, Wirtschaftspolitik und Wiener Stadtwerke“. Bekannt wurde Kopietz insbesondere durch das Donauinselfest, das er 1984 initiierte und bis 2008 organisierte.
Am 25. Mai 2018 wurde Ernst Woller als Nachfolger von Harry Kopietz zum Landtagspräsidenten des Wiener Landtages gewählt.
Bei der Wahl zum SPÖ-Parteivorsitz 2023 war Kopietz zeitweilig Vorsitzender der Wahlkommission. Am 11. Mai 2023 zog er sich offiziell aus gesundheitlichen Gründen zurück, nachdem das Lager von Hans Peter Doskozil ihm wegen seiner Positionierung für Pamela Rendi-Wagner mangelnde Neutralität vorwarf. Seine bisherige Stellvertreterin Michaela Grubesa übernahm die Leitung.

## Privates
Harry Kopietz ist mit Brigitte Kopietz verheiratet und hat ein Kind.

## Auszeichnungen
- 2009: Großes Verdienstkreuz des Österreichischen Bundesfeuerwehrverbandes
- 2010: Großes Goldenes Ehrenzeichen für Verdienste um das Land Wien
- 2010: Otto-Bauer-Plakette
- 2015: Verdienstorden Pro Merito Melitensi